# У пошуках раю
«У пошуках раю» (англ. Searching for Paradise) — американський фільм 2001 року, сценаристом і режисером якого стала Майра Пачі.
«У пошуках раю» — історія Гільди Маттеї, дівчини, яка переживає горе через смерть свого батька. Намагаючись впоратися зі своєю депресією та невпевненістю щодо мети свого життя, вона вирушає в мандрівку, у якій намагається зустріти свого улюбленого актора Майкла ДеСантіса, до якого у неї розвинулася одержимість.

## У ролях
- Сьюзен Мей Пратт — Гільда Маттеї
- Кріс Нот — Майкл ДеСантіс
- Джеремі Дейвіс — Адам
- Джон Пірсон у ролі Джима Джонсона
- Мікеле Плачідо — Джорджіо Маттеї
- Лейла Робінс — Барбара Маттеї
- Йозеф Зоммер — Карл Грінлейт
- Мері Луїза Вілсон — Евелін Грінлейт
- Саманта Бак — Андреа
- Джонатан Лісецкі — Дейв Пірс

## Нагороди та фестивалі
Сьюзан Мей Пратт отримала нагороду за найкращу жіночу роль на Міланському кінофестивалі, а Теодоро Маньячі отримав нагороду за операторське мистецтво Міжнародного кінофестивалю в Гемптоні .
Прем'єра фільму відбулася на Бостонському кінофестивалі 2002 року. Він також був показаний на кінофестивалі в Остіні, отримавши схвалення критиків, і був показаний на Гавайському міжнародному кінофестивалі, Філадельфійському кінофестивалі, Міжнародному кінофестивалі у Род-Айленді і Кінофестивалі у Сан-Дієго .